# 第6方面軍 (日本陸軍)
第6方面軍為大日本帝國陸軍中之一方面軍。太平洋戰爭末期統統括在華中方面之各軍而編成之方面軍。 昭和19年（1944年）8月25日軍部下令編入編成後中国派遣軍的作戰序列。終戰時駐在漢口。

## 概要
- 通稱號：統
- 編成時期：昭和19年8月25日
- 最終位置：漢口
- 上級部隊：中国派遣軍

## 歷代司令官
- 岡村寧次大將 昭和19年8月25日 - 昭和19年11月22日
- 岡部直三郎大將 昭和19年11月22日 - 終戰(昭和20年9月)

## 歷代参謀長
- 宮崎周一少將 昭和19年8月25日 - 昭和19年12月14日
- 唐川安夫少將 昭和19年12月14日 - 昭和20年4月23日
- 中山貞武少將 昭和20年4月23日 - 終戰

### 參謀副長
- 天野正一少將 昭和19年8月25日 - 昭和20年2月12日
- 福富伴藏少將 昭和20年2月12日 - 終戰

## 終戰時之隷下部隊
- 第11軍
  - 第58師團
  - 獨立混成第22旅團
  - 獨立混成第88旅團

- 第20軍
  - 第64師團
  - 第68師團
  - 第116師團
  - 獨立混成第81旅團
  - 獨立混成第82旅團
  - 獨立混成第86旅團
  - 獨立混成第87旅團
  - 第2独立警備隊

- 第132師團
- 獨立混成第17旅團
- 獨立混成第83旅團
- 獨立混成第84旅團
- 獨立混成第85旅團
- 獨立歩兵第5旅團
- 獨立歩兵第6旅團
- 獨立歩兵第11旅團
- 獨立歩兵第12旅團

## 關連項目
- 軍事單位
- 第18方面軍
- 第5方面軍
- 第8方面軍

## 外部連結
- Wendel, Marcus. . Japanese 6th Area Army(第6方面軍 (日本陸軍)).   [2008-03-16]. （原始内容存档于2006-10-29）.
- 帝國陸軍～その制度と人事～
- 日本陸海軍事典